# Cichlocolaptes mazarbarnetti
El ticotico críptico (Cichlocolaptes mazarbarnetti), es una especie de ave paseriforme perteneciente a la familia Furnariidae, recientemente descrita para la ciencia, en 2014. Es el segundo miembro del género Cichlocolaptes, que era monotípico hasta entonces.  Era endémico del noreste de Brasil y se le considera extinto. 

## Distribución y hábitat
La presente especie es conocida en apenas dos sitios, la localidad tipo en Murici, Alagoas, y en la Reserva privada Frei Caneca, en Jaqueira, estado de Pernambuco, en el noreste de Brasil.
Habita en selvas húmedas densas en colinas con índices de lluvia superior a los terrenos bajos adyacentes. Fue encontrado en selvas cercanas a las cumbres de las colinas, y especialmente en quebradas boscosas profundas. Estas quebradas y escarpas empinadas presentan vegetación más alta y bien preservada, con unos pocos árboles emergentes alcanzando 25 m. Estos bosques han sido talados selectivamente, pero algunas áreas han sufrido talas más severas. Muchas de estas áreas no han sido deforestadas y han recuperado algo de la estructura original con estratos múltiplos y un sotobosque relativamente abierto. Los fragmentos mejor preservados presentan una profusión de enmarañados densamente cargados de bromelias, musgos y orquídeas.

## Descripción
Mide entre 20 y 22 cm de longitud y pesa alrededor de 48 g. La corona y frente son negruzcos, la parte superior del cuello, el dorso y la rabadilla son pardos; la cola es rufo-anaranjada pálido, con las rectrices centrales dorsalmente más oscuras. La garganta, lados de la cabeza, lista superciliar y banda supraloral son de color pardo amarillento rosado; los auriculares y la región debajo del pico son pardo amarillento rosado con estriado oscuro. La parte inferior de la garganta y los lados del cuello son pardo acanelado; el pecho, vientre y las cobertoras inferiores de las alas son acanelados; los flancos, muslos y cobertoras inferiores de la cola son pardos; las remiges son pardas con bordes crema, las cobertoras de las alas son más oscuras que las remiges. El iris es pardo y los tarsos y pies oliva grisáceo. La mandíbula superior es negra y la inferior más pálida y ambas con lados grisáceos.

## Comportamiento
Puede ser visto solo o a los pares, a veces por sí mismo, pero a menudo en asociación con grandes bandadas mixtas. Se mueven entre el estrato medio y el subdosel, principalmente entre los ocho y los veinte metros de altura, forrajeando activamente, visitando casi que exclusivamente bromelias, penetrando profundamente en las mismas en busca de alimento.

### Alimentación
Su dieta es desconocida pero se presume que consista de artrópodos.

### Vocalización
Se conocen dos cantos, el primero es un rateado rápido y seco seguido prontamente por una serie de cuatro a ocho notas sonoras y ásperas, realizadas a un ritmo regular;  el segundo es un rateado inicial algo más prolongado y el número de notas que lo siguen se reduce de una a tres, la primera nota de timbre más bajo que la segunda, y la segunda de timbre más bajo que la tercera (si existente).

## Estado de conservación
El ticotico críptico había sido calificado como especie en peligro crítico de extinción por la Unión Internacional para la Conservación de la Naturaleza (IUCN), debido a que la misma había sido observada por última vez en la naturaleza en 2007 y dado que la última observación era relativamente reciente, existía una posibilidad mínima de que permaneciera una pequeña población. Sin embargo, considerando el aumento considerable de observadores en la región y las infructuosas búsquedas realizadas, y dada la extremada fragmentación y degradación de su hábitat, en 2019 finalmente se le declaró extinta.

## Sistemática

### Descripción original
La especie C. mazarbanetti fue descrita por primera vez por los ornitólogos Juan Mazar Barnett (argentino) (post-mortem) y Dante Renato Corrêa Buzzetti (brasileño) en 2014 bajo el mismo nombre científico. El holotipo fue colectado en 1986 en la localidad tipo: «Serra Branca, Murici (actualmente Estación ecológica de Murici), 09°15'S, 35°50'O, 550 msnm, estado de Alagoas, Brasil» y está depositado en el Museo Nacional de Río de Janeiro bajo el número MNRJ 34530.

### Etimología
El nombre genérico masculino «Cichlocolaptes» se compone de las palabras del griego «κιχλη kikhlē»: zorzal, y «κολαπτης kolaptēs»: cincelador, que cincela; el nombre de la especie «mazarbanetti» fue dedicado por el segundo autor al primer autor, Juan Mazar Barnett (1975–2012) fallecido prematuramente, antes que el manuscrito de la descripción estuviera pronto, «en reconocimiento a sus importantes contribuciones para la conservación de la Mata Atlántica del noreste brasileño y su amenazada avifauna». El nombre sugerido en español, ticotico críptico, y en inglés, Cryptic treehunter, se debe a la dificultad de ser encontrado en campo.

### Taxonomía
Históricamente confundido con Philydor novaesi, con quien cohabita, difiere notablemente en la morfología, principalmente tamaño, plumaje y pico. También difiere del otro único integrante del género, Cichlocolaptes leucophrus, geográficamente separado, por el plumaje y canto.
La nueva especie ya ha sido listada por Clements Checklist v.2015,  por el Congreso Ornitológico Internacional (IOC), y por el Comité Brasileño de Registros Ornitológicos (CBRO - Lista 2015). El Comité de Clasificación de Sudamérica (SACC) rechazó la Propuesta N° 714 de reconocimiento de la especie, a pesar de las evidencias morfológicas y de vocalización presentadas, debido a que los datos tienen como base un único ejemplar, el holotipo, del cual no se obtuvieron registros de voz, y, por lo tanto, solicita análisis genético-moleculares que lo confirmen como especie separada y no como una probable variación intermediaria de P. novaesi.